# ポリーナ・オシペンコ
ポリーナ・デニソヴナ・オシペンコ（ロシア語: Полина Денисовна Осипенко、ウクライナ語: Поліна Денисівна Осипенко、1907年10月24日（ユリウス暦 10月7日） - 1939年5月11日）は、ソビエト連邦の軍人。ソ連邦英雄。最終階級は空軍少佐。1938年、ヴァレンティナ・グリゾドゥボワおよびマリーナ・ラスコーヴァとともに、モスクワからオホーツク海までを直線無着陸飛行したことで知られる。女性飛行士による最長飛行記録を樹立した功績から、1938年11月2日に女性初のソ連邦英雄受章者となった。3人の中ではオシペンコが最初に受章し、同日グリゾドゥボワとラスコーヴァもソ連邦英雄を受章している。

## 経歴

### 前半生
オシペンコは、ロシア帝国・エカテリノスラフ県ノヴォスパソフカ（現ウクライナ・ザポリージャ州オシペンコ村）で、1907年にウクライナ人農家の9番目の子として生まれた。出生時の名前はポリーナ・デニシヴナ・ドゥドニク（Поліна Денисівна Дудник）である。1930年まではコルホーズで働き、1930年から1933年までの3年間は、タタール自治ソビエト社会主義共和国のカザニ航空学校に通っていた。

### 飛行士として
カザニ航空学校を卒業した後は、空軍将校として戦闘機を操縦した。1937年、オシペンコは飛行高度に関する世界記録を3本樹立している。10月、オシペンコとラスコーヴァはモスクワ－アクチュビンスク間1,444.722キロメートル (897.709 mi)を飛行し、女性による飛行距離記録を残した。1938年7月には、ヴェラ・ロマコおよびラスコーヴァとともに、ベリエフ MP-1を用いてセヴァストポリ－アルハンゲリスク間の無着陸飛行を行い、新記録を打ち立てた。
9月24日、グリゾドゥボワ、オシペンコ、ラスコーヴァの3人は、ANT-37「ロージナ」を用いてモスクワから極東のコムソモリスク・ナ・アムーレへ無着陸直線飛行を行った。しかしながら、彼女らは悪天候のためにコムソモリスクの飛行場を見失ってしまった。燃料が底をつく中、オホーツク海の海岸を発見した彼女らは、機長を務めていたグリゾドゥボワの判断で森へ胴体着陸を行った。航法士のラスコーヴァはパラシュートでの脱出を命じられたが、その際に応急用品の携行を忘れてしまったため、彼女は救助隊の下に辿り着くまで10日間森の中を彷徨い歩いた。なお、救助隊が「ロージナ」を発見したのは、胴体着陸から8日後のことである。グリゾドゥボワと副操縦士であるオシペンコは機内に留まったため、着陸の衝撃を受けたが無事生還を果たした。彼女らの飛行は女性による最長飛行記録であり、その功績から1938年11月2日にソ連邦英雄が授与された。第二次世界大戦前、女性でソ連邦英雄となった人物はこの3人のみである。
1939年5月11日、アナトリー・セロフとの訓練飛行中に墜落事故を起こし死去。遺体はクレムリンの壁墓所に葬られた。

## 叙勲
- ソ連邦英雄（1938年11月2日）
- レーニン勲章2個
- 労働赤旗勲章
- 労働者農民赤軍20年記念記章（ロシア語版）

## 顕彰

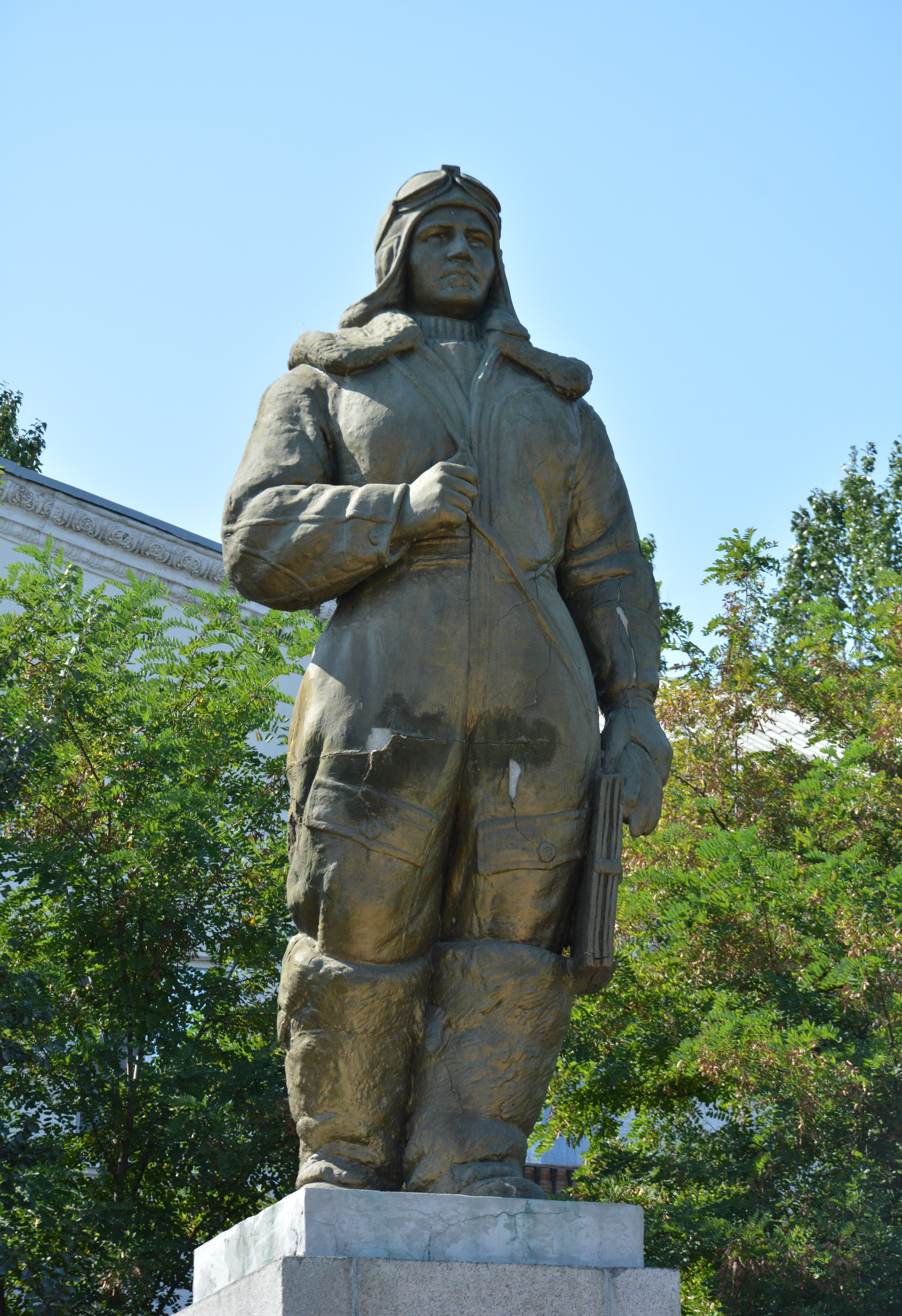
ベルジャーンシクにあるオシペンコの銅像。

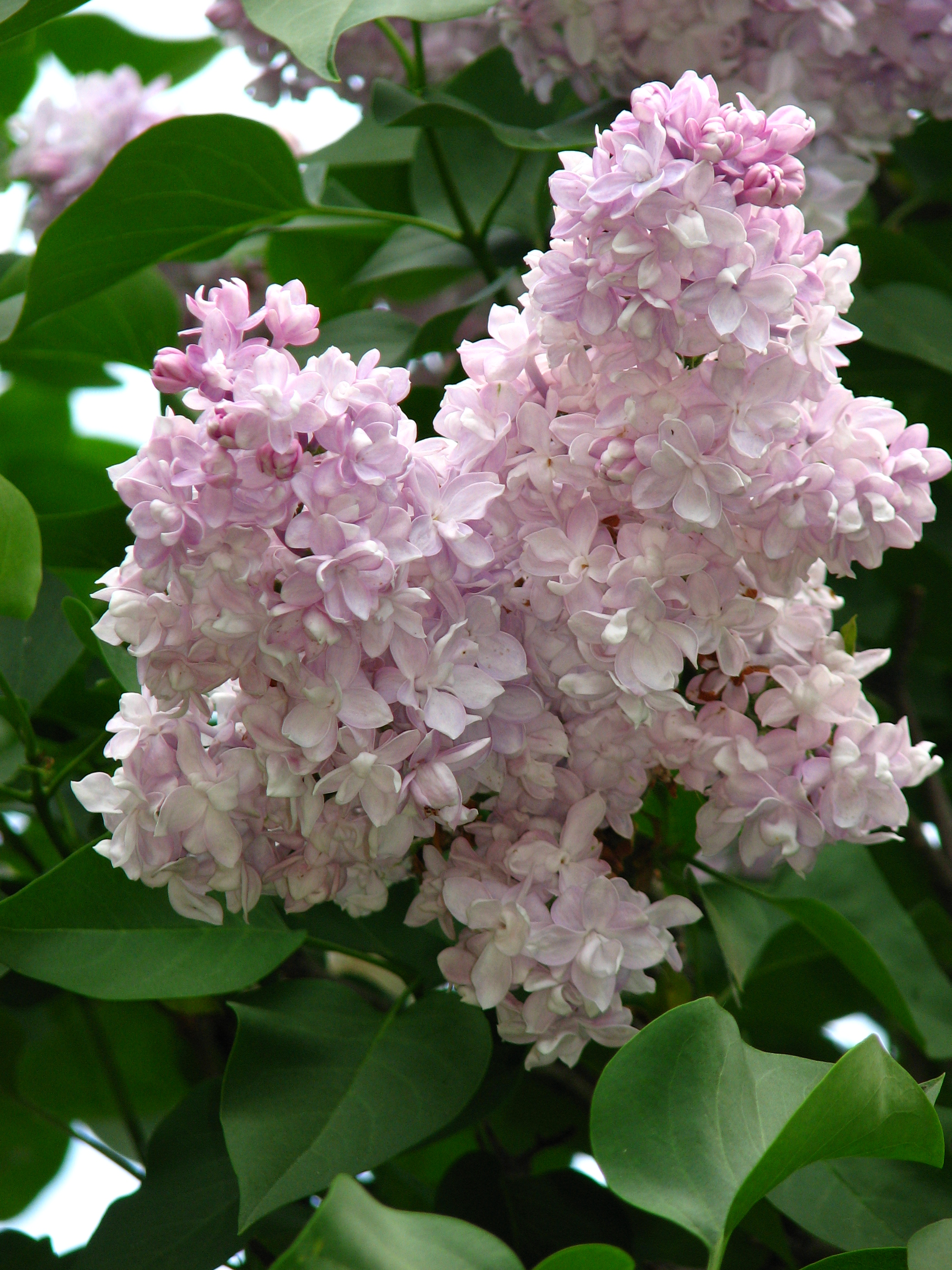
ハシドイ属の«ポリーナ・オシペンコ»。

- 1939年7月17日から1958年まで、ベルジャーンシク市は彼女の名前を冠してオシペンコ市と称されていた[6][7]。
- ベルジャーンシク市にはオシペンコの記念碑が設置されている。
- オシペンコの出身村であるベルジャーンシク地区内のオシペンコ（旧ノヴォスパソフカ）には、彼女の胸像が設置されている。
- 1939年6月10日のロシア・ソビエト連邦社会主義共和国最高会議幹部会命令に基づき、ハバロフスク地方の下アムール州（ロシア語版）ケルビンスキー地区はポリーナ・オシペンコ名称地区（ロシア語版）へ改称された。同命令により、地区の行政中心地であるケルビ村はポリーナ・オシペンコ名称村へ改称された。
- 彼女の出身地であるノヴォスパソフカ村は、オシペンコに敬意を表してオシペンコ村（ロシア語版）へ改称された。
- モスクワ市の中央行政区（ロシア語版）内ザモスクヴォレチエ区（ロシア語版）にある通りは、1993年までオシペンコ通り（ロシア語版）と呼ばれていた。現在ではかつての名称「サドヴニチェスカヤ」が復元されたため、オシペンコの名はモスクワ市の北部行政区（ロシア語版）内ホロシェフスキー区（ロシア語版）にあるポリーニ・オシペンコ通り（ロシア語版）に冠されている。
- アルマヴィル、アルハンゲリスク、ベレズニキ、ヴィーンヌィツャ、ヴィーツェプスク[8]、ヴェリキイ・ウスチュグ、ウラジオストク、ウラジーミル、ヴォルゴグラード、ヴォロネジ、ヴィクサ（ロシア語版）、ヴャジマ、フロドナ、ダリネゴルスク、ディミトロフグラード、ドニプロゼルジーンシク、エイスク、エカテリンブルク、エリゾヴォ、ジュコーフスキー、イズマイール、イルクーツク、イシム（ロシア語版）、ヨシュカル・オラ、カムイシン、カリーニングラード、ケルチ、キレンスク、コロムナ、クラスノダール、リペツク、ルハーンシク、リュジノヴォ、マリウポリ、マキイフカ、メリトポリ、ミンスク、モスクワ、ムルマンスク、ムーロム、ニーコポリ、ニジニ・ノヴゴロド、ノヴォロシースク、オレンブルク、オリョール、ペトロパブル（後にイェゲメン・カザフスタン通りへ改称）、ペルミ、ポラツク、プチェシュ（ロシア語版）、ロストフ・ナ・ドヌ、ルイビンスク、リャザン、サマーラ、サンクトペテルブルク、サランスク、セルギエフ・ポサード、スィネーリヌィコヴェ、シンフェロポリ、スモレンスク、ソヴィエツカヤ・ガヴァニ、スタヴロポリ、ストゥピノ（ロシア語版）、スィクティフカル、タンボフ、トヴェリ、トムスク、トゥーラ、チュメニ、ハルキウ、ヒムキ、チェリャビンスク、チタ、エリスタ、ヤクーツクの通りや広場の名称に加え、ザポリージャ、バルナウルの小地区（ロシア語版）、ハバロフスク地方、ウファの地区や行政中心地の名称に、オシペンコの名が冠されている。
- 1939年、オデッサ軍事航空学校、ドニエプロペトロフスク地区飛行クラブ（ロシア語版）、ベルジャーンシク教師研究所（後に大学へ昇格）に、オシペンコの名が冠された。
- 1940年秋、チェルノフツィー州ヴィジュニツァ（ロシア語版）でオシペンコの名を冠した職人組合（ロシア語版）が組織されたが、1941年7月5日にドイツおよびルーマニアがヴィジュニツァを占領したため、消滅した[9]。
- オシペンコが亡くなった場所であるリャザン州リブノフスキー地区（ロシア語版）のヴィソーコエ（ロシア語版）には、オベリスクが設置されている。
- ハシドイ属（英語版）の落葉樹である«ポリーナ・オシペンコ»は、育種家のレオニード・コレスニコフ（ロシア語版）によって交配された。
- 1940年、クリミアで最大のブドウ園のひとつであるソフホーズ・«ポリーナ・オシペンコ»が開設された。
- コムソモリスク・ナ・アムーレのキーロヴァ通りにある家屋には記念銘板が設置されているが、この家は「ロージナ」の搭乗員が救助後に一時滞在していた建物である。
- バルナウルのジェレズノドロジュニ地区（ロシア語版）には、オシペンコの名が冠されたオシペンコ（ロシア語版）小地区が存在する。
- ソ連で運用されていた貨物船には、ポリーナ・オシペンコの名を船名にしているものがあった[10]。
- カザフスタンのコクシェタウにはオシペンコの記念碑が存在する。
- 1985年、金星のクレーターにオシペンコの名前が採用された。

### 郵便

封筒および切手
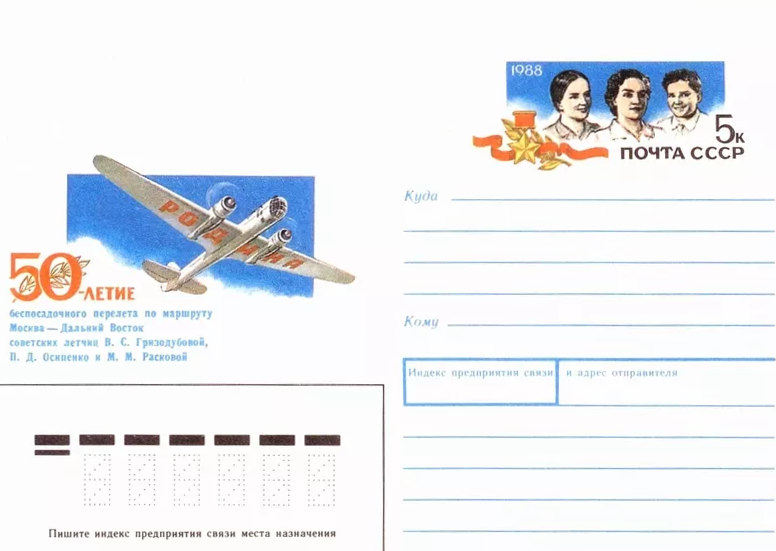
ソ連時代の封筒： モスクワ＝極東飛行50周年記念
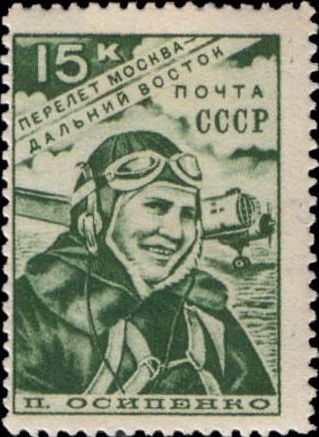
ソ連時代の切手